# Monroe Center
Monroe Center – wieś w Stanach Zjednoczonych, w stanie Illinois, w hrabstwie Ogle.